# Паломарская обсерватория
Палома́рская обсервато́рия (обсерватория Маунт-Паломар, англ. Palomar Observatory) — частная астрономическая обсерватория на горе Паломар в округе Сан-Диего (Калифорния), в 65 км к северо-северо-востоку от города Сан-Диего и 145 км к юго-востоку от Маунт-Вилсоновской обсерватории. Код обсерватории — «675», а также «261» — для цифрового обзора неба и «644» — в рамках проекта NEAT. Она принадлежит и управляется Калифорнийским технологическим институтом (Калтек, англ. Caltech) — до 1980 года вместе с Маунт-Вилсоновской обсерваторией как часть совместного консорциума с Институтом Карнеги в Вашингтоне. Основными приборами обсерватории в 2010-е годы являются 200-дюймовый (5,08 м) телескоп Хейла, 48-дюймовый (1,22 м) телескоп Самуэля Ошина и 60-дюймовый телескоп-рефлектор.

## История
Паломарская обсерватория стала результатом проекта Рокфеллеровского центра, в 1928 году выделившего Калифорнийскому технологическому институту грант на 6 млн долларов под постройку 200-дюймового телескопа-рефлектора. Возможности нового инструмента должны были превзойти возможности Маунт-Вилсоновской обсерватории. Поиски подходящего места для новой обсерватории заняли несколько лет, прежде чем в 1934 году выбор был остановлен на горе Паломар, высота которой составляла 1867 м.

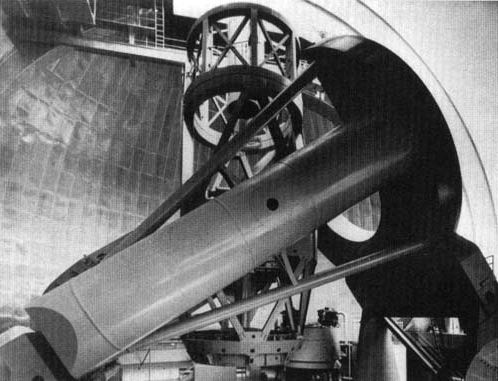
200-дюймовый телескоп Хейла в Паломарской обсерватории, направленный в зенит. Вид с востока

Изготовленный для Паломарской обсерватории телескоп обладал в четыре раза более высокой светосборной способностью, чем 100-дюймовый рефлектор Маунт-Вилсона. Над проектом тысячетонного вращающегося купола обсерватории работали астрономы, физики и инженеры Калтека и Маунт-Вилсона, а для ведения работ была в частности привлечена корпорация Westinghouse Electric. Строительство купола было начато в 1936 году, но из-за Второй мировой войны затянулось до 1948 года. Для максимально полного использования возможностей нового телескопа в Калтеке были изготовлены две камеры Шмидта — 48 ″ (1219,2000000 мм) и 18 ″ (457,2000000 мм). 18-дюймовый телескоп Шмидта в Паломарской обсерватории начал работу уже в 1936 году, оставаясь единственным рабочим телескопом в ней до 1949 года. В 1937 году с его помощью Фриц Цвикки открыл свою первую сверхновую, а до 1942 года вместе с Джозефом Джонсоном довёл число открытых сверхновых до 19, значительно развив теорию звёздной эволюции. С помощью этого прибора в 1970-е и 1980-е годы было открыто порядка 50 комет и большое количество астероидов. 200-дюймовый телескоп с зеркалом из температуроустойчивого пайрекса, названный в честь умершего в 1938 году астронома Джорджа Эллери Хейла, начал работу 26 января 1949 года, когда Эдвин Хаббл навёл его на туманность NGC 2261 (впоследствии известную как переменная туманность Хаббла).
С помощью большей из двух камер Шмидта (впоследствии получившей имя в честь филантропа Сэмюэла Ошина) в 1950-е годы был выполнен так называемый Паломарский обзор (англ. Palomar Observatory Sky Survey — POSS), представляющий собой 935 пар 16-сантиметровых квадратных стеклянных фотопластин, на которых запечатлены все космические объекты до 20-й звёздной величины, видимые с горы Паломар (всё Северное полушарие и большая часть Южного вплоть до склонения -30°). К 1950 году для обсерватории был также изготовлен необычайно быстрый для своего времени прямофокусный спектрограф со шмидтовской оптикой, который на много лет обеспечил ей статус ведущего мирового учреждения в области зондирования динамики Вселенной. Телескоп Хейла стал первой конструкцией в мире, в которой наблюдательная станция для астронома была оборудована прямо внутри трубы прибора, по оси главного фокуса. В 1960-е годы с этой станции были сделаны наблюдения, позволившие определить, что самыми далёкими объектами во Вселенной являются квазары. 200-дюймовый, 60-дюймовый и 48-дюймовый телескопы, прозванные «Паломарской фабрикой непостоянных объектов» (англ. Palomar Transient Factory, действуют в связке: с помощью 48-дюймового телескопа дважды в неделю производится полный обзор ночного неба, обнаруженные непостоянные объекты затем подвергаются рассмотрению в 60-дюймовый телескоп, а если они признаются достойными дальнейшего изучения, оно производится с помощью телескопа Хейла. Ещё одним важным прибором в истории обсерватории был Паломарский интерферометр, работавший в ближней инфракрасной области до конца 2008 года. С помощью этого прибора, в конструкцию которого входили три работающих попарно 40-сантиметровых телескопа, измерялись размеры звёзд, исследовались орбиты двойных и кратных звёзд. Паломарский интерферометр стал первым, с помощью которого были измерены колебания диаметра цефеиды и вращательное сплющивание быстро вращающейся звезды.
Оборудование Паломарской обсерватории постоянно совершенствуется, она оснащается быстродействующими компьютерами, датчиками положения и приборами с зарядовой связью, позволяющими улучшать её эффективность и чувствительность. Так, в 2002 году в Паломарской обсерватории, на телескопе имени Самуэля Ошина, была установлена электронная камера, известная как Near-Earth Asteroid Tracker, за два года службы которой были открыты 189 околоземных астероидов и 20 комет. В 2003 году на том же телескопе установлена крупнейшая в мире астрономическая камера с зарядовой связью. Камера, известная как QUEST (Quasar Equatorial Survey Team), была разработана совместными усилиями специалистов Йельского и Индианского университетов.
18-дюймовый телескоп Шмидта — первый телескоп обсерватории — продолжал работу до середины 1990-х годов, когда был демонтирован. В построенном для него куполе разместилась автоматизированная система слежения за атмосферными возмущениями. Одним из последних значительных открытий, сделанных с помощью 18-дюймового паломарского телескопа, стала комета D/1993 F2 (Шумейкеров — Леви).